# SPRITE (우주선)
SPRITE(Saturn PRobe Interior and aTmospheric Explorer, 스프라이트)는 2016년 뉴 프론티어 프로그램에 제안된 탐사선으로, 최종 선출에서 떨어진 탐사선이다. 목적은 토성의 구름의 형상과 구성을 알고 대기 구성을 알아내는 것이다.

## 역사와 제작배경
2016년 뉴 프론티어 계획에 제출되었으나, 선출되지 않고 취소되었다.

## 과학장비
ASI:토성의 풍속, 대기압, 온도 등을 측정하는 것이 목표다.
질량분석기:토성 대기에 있는 비활성 기체의 성질을 분석하고 지구의 비활성 기체와 토성의 어떻게 다른지 알아내는 것이 목표이다.

## 발사
2027년 발사되어 2034년 토성 대기권에 돌입하여 토성의 대기를 탐사하기로 계획되었다.

## 지원, 개발, 투자
- NASA
- JPL

## 같이 보기
- 갈릴레오 탐사정
- 파이어니어 금성 다중탐사정
- 하위헌스 (우주선)
- 토성 대기권 돌입형 탐사선